# Davids dagbok
Davids dagbok (polska: Pamiętnik Dawida Rubinowicza) är en bok av Dawid Rubinowicz. Svensk översättning av Mira Teeman, Albert Bonniers boktryckeri, 1960.
Vid 12 års ålder började Rubinowicz teckna ner allt han upplevde under den nazistiska ockupationen. Anteckningarna sträcker sig från mars 1940 till juni 1942.